# 시모미노치군

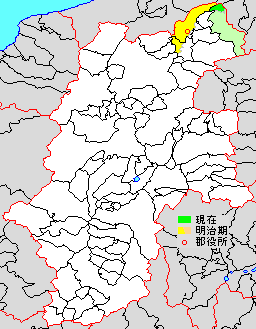
나가노현 시모미노치군의 범위(녹색:사카에촌 연녹색:후에 다른 군에서 편입된 구역)

시모미노치군(일본어: 下水内郡, しもみのちぐん)은 일본 나가노현의 군이다.
인구 1,454명, 면적 271.66km², 인구밀도 5.35명/km².(2025년 3월 1일, 추계인구)
이하 1촌으로 구성된다.
- 사카에촌(栄村)

1879년 행정 구역으로 출범할 당시의 군역은 아래 구역에 해당한다.
- 이야마시의 대부분
- 나카노시의 일부(구 도요타촌)
- 사카에촌의 일부(구 미노치촌)

사카에촌의 대부분(구 사카이촌)은 원래 다카이군((시모타카이군)에 속했다. 그 때문에 현재 남아있는 시모미노치군 중 예전부터 미노치군이었던 지역(구 미노치촌)은 얼마 되지 않는다.

## 역사
- 1879년 1월 4일 - 군구정촌 편제법이 나가노현에서 시행되면서, 미노치군의 일부로 시모미노치군이 발족.

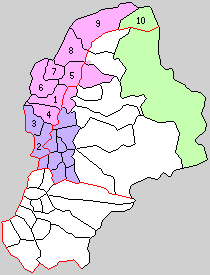
1.이야마정 2.도요이촌 3.나가타촌 4.아키쓰촌 5.도키와촌 6.야나기하라촌 7.도자마촌 8.오타촌 9.오카야마촌 10.미노치촌 (보라:나카노시 분홍:이야마시 녹색:사카에촌)

- 1889년 4월 1일 - 정촌제 시행으로, 아래의 정촌이 발족. 따로 적은 경우 외는 현 이야마시.(1정 9촌)
  - 이야마정(飯山町)
  - 도요이촌(豊井村), 나가타촌(永田村): 현 나카노시
  - 아키쓰촌(秋津村), 도키와촌(常盤村), 야나기하라촌(柳原村), 도자마촌(外様村), 오타촌(太田村), 오카야마촌(岡山村)
  - 미노치촌(水内村): 현 사카에촌
- 1954년 8월 1일 - 이야마정·아키쓰촌·야나기하라촌·도자마촌·도키와촌이 시모타카이군 기지마촌·미즈호촌과 합병하여 이야마시(飯山市)가 발족, 군에서 이탈.(5촌)
- 1956년 9월 30일(2촌)
  - 도요이촌·나가타촌이 합병하여, 도요타촌(豊田村)이 발족.
  - 오타촌·오카야마촌이 이야마시에 편입.
  - 미노치촌이 시모타카이군 사카이촌과 합병하여 사카에촌(栄村)가 발족.
- 2005년)4월 1일 - 도요타촌이 나카노시와 합병하여, 새로이 나카노시(中野市)가 발족, 군에서 이탈.(1촌)

## 같이 보기
- 미노치군
- 가미미노치군